# Sollevamento pesi ai Giochi della VII Olimpiade - Pesi massimi
La competizione della categoria pesi massimi (oltre 82,5 kg) di sollevamento pesi ai Giochi della VII Olimpiade si tenne il giorno dal 31 agosto 1920 allo Stadio Olimpico di Anversa

## Risultati
| Pos.    | Concorrenti      | Nazione     | Totale | Alzate               | Alzate               | Alzate               |
| Pos.    | Concorrenti      | Nazione     | Totale | Strappo con una mano | Slancio con una mano | Slancio con due mani |
| ------- | ---------------- | ----------- | ------ | -------------------- | -------------------- | -------------------- |
| Oro     | Filippo Bottino  | Italia      | 265,0  | 70,0                 | 75,0                 | 120,0                |
| Argento | Joseph Alzin     | Lussemburgo | 260,0  | 65,0                 | 75,0                 | 120,0                |
| Bronzo  | Léon Bernot      | Francia     | 255,0  | 65,0                 | 75,0                 | 115,0                |
| 4       | Ejnar Jensen     | Danimarca   | 250,0  | 60,0                 | 75,0                 | 115,0                |
| 5       | Otto Brunn       | Svezia      | 250,0  | 60,0                 | 80,0                 | 110,0                |
| 6       | Joseph Duchateau | Francia     | 247,5  | 65,0                 | 72,5                 | 110,0                |